# 马尼厄 (上马恩省)
马尼厄（法語：Magneux，法語發音：[maɲø]）是法国上马恩省的一个市镇，属于圣迪济耶区。

## 地理
马尼厄（48°30'49"N, 5°0'18"E）面积5.8 平方千米，位于法国大東部大區上马恩省，该省份为法国东北部内陆省份，北起马恩省和默兹省，西接奥布省，西南接科多尔省，东南接上索恩省，东临孚日省。
与马尼厄接壤的市镇（或旧市镇、城区）包括：布鲁斯瓦勒、索芒库尔、特鲁瓦方丹拉维尔、瓦勒雷、瓦西。

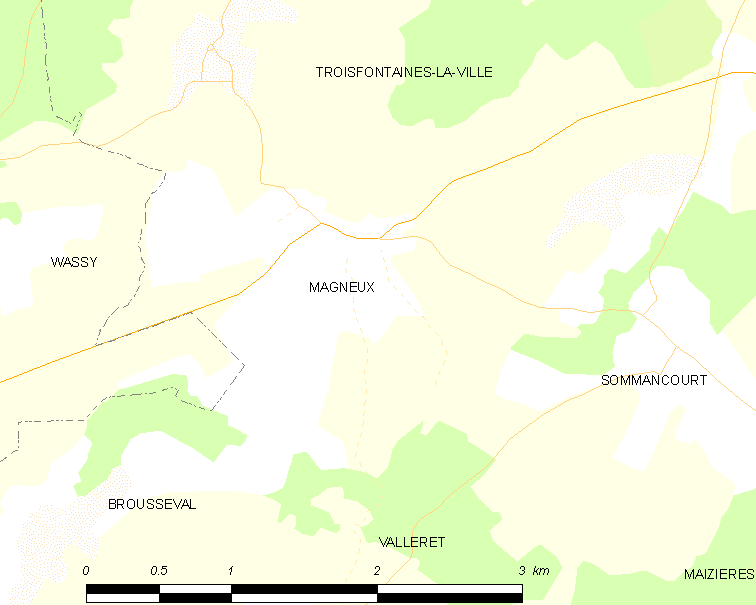
的OSM定位图

马尼厄的时区为UTC+01:00、UTC+02:00（夏令时）。

## 行政
马尼厄的邮政编码为52130，INSEE市镇编码为52300。

## 政治
马尼厄所属的省级选区为厄尔维尔-比安维尔县。

## 人口

1962-2008年间人口变化图示

马尼厄于2022年1月1日时的人口数量为154人。